# Dacrydium balansae
Dacrydium balansae — вид хвойних рослин родини подокарпових.
Видовий епітет вшановує збирача зразків рослин Б. Баланса (Balansa, 1825—1892), який збирав колекцію на Новій Каледонії з 1868 по 1872 роки..

## Опис
Дерево 4-12 (20) м заввишки. Кора тверда, стає сірою з віком, внутрішня структура волокниста, скидає товсті коричневі пластини. Листки молодих рослин тонкі й голчасті, довжиною до 13 мм, поступово змінюються на листки дорослих. Дорослих рослин листки товсті, закінчуються тупою вершиною, довжиною 3-4,5 мм, часто злегка сизі. Пилкові шишки циліндричні, 8-15 × 2 мм. Мікроспорофіли трикутні, гострі й не дуже довгі. Насіннєві шишки 2—3 мм довжиною, багрянисто-червоні в зрілості, приквітники 3.5—4 мм довжиною. Насіння росте по 1 або дуже рідко по 2 на шишку, розміром 5 × 3,5 мм, коричневе.

## Поширення, екологія
Цей вид поширений у Новій Каледонії від Рів'єр-Блю на півдні до гори Хомедебу на півночі від 10 до 950 м над рівнем моря в макі рослинності. У межах ареалу, середня річна температура становить 21,1°C, з середнім мінімумом в найхолодніший місяць 14.1°C, а середня річна кількість опадів 1636 мм.

## Використання
Не використовується через малі розміри. Не відомий у вирощуванні.

## Загрози та охорона
Немає загроз для цього виду. Зустрічається в кількох охоронних територіях.